# Associazione Calcio Pro Sesto 1996-1997
Questa pagina raccoglie le informazioni riguardanti l'Associazione Calcio Pro Sesto nelle competizioni ufficiali della stagione 1996-1997.

## Stagione
Nella stagione 1996-1997 la Pro Sesto ha disputato il girone A del campionato di Serie C2, piazzandosi in quarta posizione di classifica con 50 punti e disputando dunque i playoff, nei quali ha vinto la semifinale che lo ha visto opporre alla Pro Patria e perso la finale contro il Lecco, promosso in Serie C1 insieme al Lumezzane, vincitore del campionato. Dopo la retrocessione viene richiamato a Sesto San Giovanni Gianfranco Motta che come al solito rivoluziona la squadra, i biancocelesti hanno di conseguenza un avvio di campionato lento, ma crescono alla distanza, chiudono il girone di andata al quarto posto con 26 punti. Anche nel girone di ritorno i sestesi dimostrano compattezza, mantenendo il quarto posto finale con 50 punti. L'andata della semifinale al Breda, persa (0-1) sembra chiudere la speranza di accedere alla finale, nel ritorno serve un'impresa, si deve vincere a Busto con due reti di scarto, ma Brocchi fa il miracolo, prima con una punizione deviata, poi con un tiro dalla distanza. In finale a Monza si deve vincere, il pareggio dopo i supplementari serve al Lecco, nel finale del secondo tempo supplementare, passano i lariani, con i sestesi disperatamente proiettati in attacco. Si resta in Serie C2, ma il bilancio è estremamente positivo. Notevole il contributo di Davide Di Nicola pescato nell'Olbia, che in stagione ha realizzato 20 reti. Nella Coppa Italia di Serie C discreto il percorso dei biancocelesti, che superano nel primo turno il Lecco, la Cremapergo nel secondo turno, la Spal nel terzo turno, il Carpi negli ottavi di finale, per poi cedere a febbraio nei quarti di finale alla Fidelis Andria.

## Rosa
| N. |                   | Ruolo | Calciatore           |
| -- | ----------------- | ----- | -------------------- |
|    | Italia (bandiera) | D     | Cristian Adami       |
|    | Italia (bandiera) | C     | Matteo Ambrosoni     |
|    | Italia (bandiera) | C     | Alessio Balducci     |
|    | Italia (bandiera) | D     | Tommy Beltrame       |
|    | Italia (bandiera) | A     | Matteo Beretta       |
|    | Italia (bandiera) | D     | Matia Brambilla      |
|    | Italia (bandiera) | C     | Cristian Brocchi     |
|    | Italia (bandiera) | C     | Massimiliano Caliari |
|    | Italia (bandiera) | D     | Cristian Campi       |
|    | Italia (bandiera) | C     | Jacopo Colombo       |
|    | Italia (bandiera) | D     | Stefano Di Gioia     |
|    | Italia (bandiera) | A     | Davide Di Nicola     |

| N. |                      | Ruolo | Calciatore              |
| -- | -------------------- | ----- | ----------------------- |
|    | Argentina (bandiera) | C     | Hugo Daniel Donato      |
|    | Italia (bandiera)    | C     | Daniele Gardini         |
|    | Italia (bandiera)    | C     | Marco Lopriore          |
|    | Italia (bandiera)    | A     | Emiliano Malaccari      |
|    | Italia (bandiera)    | P     | Enricomaria Malatesta   |
|    | Italia (bandiera)    | C     | Federico Meda           |
|    | Italia (bandiera)    | D     | Andrea Federico Merenda |
|    | Italia (bandiera)    | P     | Sandro Merlo            |
|    | Libia (bandiera)     | C     | Jehad Muntasser         |
|    | Italia (bandiera)    | A     | Aniello Nino            |
|    | Italia (bandiera)    | C     | Michele Pennacchio      |
|    | Italia (bandiera)    | C     | Davide Tedoldi          |

## Risultati

### Campionato

#### Girone di andata
| Arbitro: | Dondarini (Finale Emilia) |

|                  |           |  |
| Quaresmini 45+3’ | Marcatori |  |

| Arbitro: | G. Rossi (Rimini) |

|                    |           |  |
| Gardini 47’ (rig.) | Marcatori |  |

| Arbitro: | Calcagno (Nichelino) |

|                             |           |  |
| Gorini 21’ (rig.) Curti 66’ | Marcatori |  |

| Sesto San Giovanni 22 settembre 1996 4ª giornata | Pro Sesto      | 0 – 0 | Olbia | Stadio Breda\| Arbitro: \| Buda (Pescara) \| |
| Arbitro:                                         | Buda (Pescara) |       |       |                                              |

| Arbitro: | Ferlito (Prato) |

|             |           |  |
| Todesco 90’ | Marcatori |  |

| Arbitro: | Battaglia (Messina) |

|  |           |                    |
|  | Marcatori | 22’, 28’ Campistri |

| Leffe 13 ottobre 1996 7ª giornata | Leffe              | 0 – 0 | Pro Sesto | Stadio Carlo Martinelli\| Arbitro: \| Esposito (Trapani) \| |
| Arbitro:                          | Esposito (Trapani) |       |           |                                                             |

| Arbitro: | Vittoria (Napoli) |

|                                      |           |         |
| Malaccari 19’ Di Nicola 80’ Nino 91’ | Marcatori | 5’ Frau |

| Arbitro: | Malatesta (Terni) |

|          |           |             |
| Nino 35’ | Marcatori | 45+1’ Salvi |

| Arbitro: | Cuttica (Alessandria) |

|                      |           |                    |
| Brambilla 78’ (aut.) | Marcatori | 61’ Adami 68’ Nino |

| Arbitro: | Cavuoti (Vasto) |

|                         |           |                   |
| Di Gioia 2’ Beretta 75’ | Marcatori | 90’ (rig.) Grassi |

| Crema 1º dicembre 1996 12ª giornata | Cremapergo      | 0 – 0 | Pro Sesto | Stadio Giuseppe Voltini\| Arbitro: \| Contini (Forlì) \| |
| Arbitro:                            | Contini (Forlì) |       |           |                                                          |

| Arbitro: | Palmieri (Cosenza) |

|                        |           |                           |
| Artico 30’, 67’ (rig.) | Marcatori | 57’ (rig.), 84’ Di Nicola |

| Arbitro: | Ambrosino (Torre del Greco) |

|                     |           |  |
| Di Nicola 9’ (rig.) | Marcatori |  |

| Arbitro: | Evangelista (Avellino) |

|                   |           |  |
| Bruzzano 16’, 70’ | Marcatori |  |

| Arbitro: | Tomasi (Conegliano) |

|                                     |           |            |
| Nino 21’ Di Nicola 25’ Calliari 91’ | Marcatori | 45+1’ Casu |

| Arbitro: | Raccichini (Voghera) |

|  |           |                                  |
|  | Marcatori | 31’ (rig.) Di Nicola 88’ Beretta |

#### Girone di ritorno
| Arbitro: | Alvino (Salerno) |

|                                |           |  |
| Brocchi 40’ Ambrosoni 58’, 88’ | Marcatori |  |

| Arbitro: | Ciulli (Roma) |

|             |           |                             |
| Colitti 22’ | Marcatori | 51’ Di Nicola 83’ Ambrosoni |

| Sesto San Giovanni 2 febbraio 1997 20ª giornata | Pro Sesto                 | 0 – 0 | Varese | Stadio Breda\| Arbitro: \| Di Cicco (Albano Laziale) \| |
| Arbitro:                                        | Di Cicco (Albano Laziale) |       |        |                                                         |

| Arbitro: | Alario (Civitavecchia) |

|                            |           |                            |
| Laghi 46’ Adami 75’ (aut.) | Marcatori | 30’ Di Nicola 40’ Di Gioia |

| Arbitro: | G. Rossi (Rimini) |

|                    |           |  |
| Di Nicola 35’, 55’ | Marcatori |  |

| Arbitro: | Calcagno (Nichelino) |

|             |           |               |
| Damiani 83’ | Marcatori | 60’ Di Nicola |

| Arbitro: | Ferlito (Prato) |

|                                    |           |  |
| Di Nicola 28’ (rig.), 73’ Nino 38’ | Marcatori |  |

| Arbitro: | Maselli (Lucca) |

|                |           |  |
| Pau 12’ (rig.) | Marcatori |  |

| Arbitro: | F. Rossi (Forlì) |

|                  |           |  |
| S. Inzaghi 45+1’ | Marcatori |  |

| Arbitro: | Cirone (Palermo) |

|                                    |           |  |
| Di Nicola 19’ Tedoldi 30’ 60’ Nino | Marcatori |  |

| Arbitro: | Rigolon (Trento) |

|                                 |           |  |
| Luc. Beghetto 22’ Labadessa 53’ | Marcatori |  |

| Arbitro: | Dondarini (Finale Emilia) |

|                 |           |            |
| Di Nicola 45+3’ | Marcatori | 38’ Pedron |

| Arbitro: | Ferrarini (Parma) |

|               |           |                      |
| Di Nicola 38’ | Marcatori | 42’ Artico 63’ Motta |

| Arbitro: | Ciulli (Roma) |

|             |           |  |
| Arienti 26’ | Marcatori |  |

| Arbitro: | Di Cicco (Albano Laziale) |

|                                                             |           |  |
| Di Nicola 20’, 45’ Gusmini 41’ (aut.) Adami 59’ Brocchi 91’ | Marcatori |  |

| Arbitro: | Cuttica (Alessandria) |

|                          |           |                                        |
| Pierotti 27’ (rig.), 40’ | Marcatori | 8’ (aut.) F. Frau 36’ (rig.) Di Nicola |

| Sesto San Giovanni 18 maggio 1997 34ª giornata | Pro Sesto       | 0 – 0 | Pro Patria | Stadio Breda\| Arbitro: \| Cossero (Udine) \| |
| Arbitro:                                       | Cossero (Udine) |       |            |                                               |

### Playoff
| Arbitro: | Manari (Teramo) |

|  |           |            |
|  | Marcatori | 40’ Brizzi |

| Arbitro: | Urbano (Carbonia) |

|  |           |                                  |
|  | Marcatori | 35’ (aut.) Brambilla 43’ Brocchi |

| Arbitro: | Strazzera (Trapani) |

|            |           |  |
| Adamo 117’ | Marcatori |  |

## Coppa Italia
| Arbitro: | Cirone (Palermo) |

|             |           |  |
| Giaretta 3’ | Marcatori |  |

| Arbitro: | Vendramin (Castelfranco Veneto) |

|                                    |                      |                               |
| Gardini 13’ (rig.)                 | Marcatori            |                               |
| Ambrosoni Calliari Tedoldi Gardini | Tiri di rigore 5 – 1 | Bonazzi Allegretti A. Colombo |

| Arbitro: | Semeraro (Taranto) |

|  |           |                      |
|  | Marcatori | 53’ Gardini 92’ Nino |

| Arbitro: | Pieri (Genova) |

|  |           |            |
|  | Marcatori | 23’ Longhi |

| Arbitro: | Bianco (Mestre) |

|  |           |                                                      |
|  | Marcatori | 26’ Calliari 82’ Beltrame 84’ Beretta 90’ J. Colombo |

| Arbitro: | Ardito (Bari) |

|                        |           |                           |
| Di Nicola 70’ Nino 85’ | Marcatori | 7’, 16’ Putelli 64’ Sorce |

| Arbitro: | Guiducci (Arezzo) |

|           |           |  |
| Adami 21’ | Marcatori |  |

| Arbitro: | Griselli (Livorno) |

|  |           |                  |
|  | Marcatori | 47’, 64’ Beretta |

| Arbitro: | Ciulli (Roma) |

|  |           |                 |
|  | Marcatori | 58’ Cappellacci |

| Arbitro: | Palmieri (Cosenza) |

|           |           |              |
| Lemme 53’ | Marcatori | 80’ Calliari |